# Madison Avenue (band)
 For alternative betydninger, se Madison Avenue. (Se også artikler, som begynder med Madison Avenue)
Madison Avenue var en australsk pop duo, der bestod af sangskriver og producer Andy Van Dorsselaer og sanger og tekstforfatter Cheyne Coates. Madison Avenue er bedst kendt for deres sang "Don't Call Me Baby", som toppede som nummer 2 på ARIA Singles Chart i 1999 og nummer 1 i New Zealand og Storbritannien i 2000.
Debutalbummet The Polyester Embassy udkom i 2000.
Gruppen blev opløst i 2003.

## Diskografi
| År   | Album detaljer                                                                               | Højeste hilisteplacering | Højeste hilisteplacering | Højeste hilisteplacering | Certificeringer |
| År   | Album detaljer                                                                               | AUS                      | JPN                      | UK                       | Certificeringer |
| ---- | -------------------------------------------------------------------------------------------- | ------------------------ | ------------------------ | ------------------------ | --------------- |
| 2000 | The Polyester Embassy - Udgive: 2. oktober 2000 - Format: CD - Pladeselskab: Vicious Grooves | 4                        | 63                       | 74                       | - AUS: Platinum |